# Saint-Sauveur-de-Puynormand
Saint-Sauveur-de-Puynormand è un comune francese di 348 abitanti situato nel dipartimento della Gironda nella regione della Nuova Aquitania.

## Società

### Evoluzione demografica
Abitanti censiti